# Lepidopsetta polyxystra
Lepidopsetta polyxystra is een straalvinnige vissensoort uit de familie van schollen (Pleuronectidae). De wetenschappelijke naam van de soort is voor het eerst geldig gepubliceerd in 2000 door Orr & Matarese.